# Чоттопаддхай, Шоротчондро

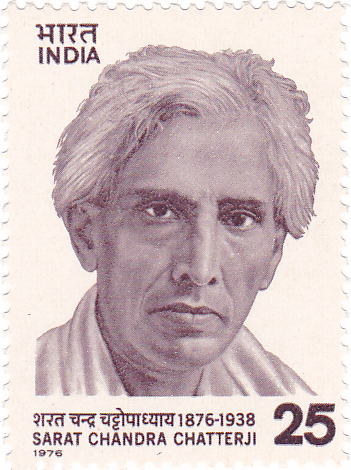
Почтовая марка Индии 1976 года

Чоттопаддхай Шоротчондро, также известный как Сарат Чандра Чаттопадхаи (бенг. শৰৎচন্দ্ৰ চট্টোপাধ্যায়; 15 сентября 1876, дер. Дебанандапур, Бенгалия, Британская Индия — 16 января 1938, Калькутта) — индийский писатель
 и поэт, публицист, редактор. Просветитель. Писал на бенгальском языке.

## Биография
В 1903—1916 годах жил в Бирме. Окончил Калькуттский университет.
В начале 1920-х годов принимал участие в индийском национально-освободительном движении.
Ранние произведения содержат элементы романтизма; позднее его творческим методом стал реализм. Его стихотворение «Приветствую тебя, Родина-мать!» в 1905—1947 годах было гимном национально-освободительного движения.
Главные темы писателя — положение женщины в кастовом обществе, критика феодальной и буржуазной морали: романы «Сбившийся с пути» (1917, рус. пер. 1971), «Сожжённый дом» (1920, рус. пер. 1958), «Деревенское общество» (1916, рус. пер. 1971). Роман «Шриканто» (ч. 1‒4, 1917‒33, рус. пер. 1960) — многогранная картина жизни индийского общества.
Автор первого в индийской литературе политического антиколониального романа «Дайте дорогу» (1926). Роман «Последний вопрос» (1931) посвящён проблеме взаимоотношений морально-этических и религиозных традиций с современностью.
Несколько произведений писателя были экранизированы: «Девдас» (1935, 1955, 2002, всего около 15 фильмов), «Parineeta» (6 фильмов), «Шрикант» (6 фильмов), «Бирадж Баху» (1955) и т.д.
Умер от рака.

## Избранные произведения
- Bindur Chhele (1913)
- Ramer Shumoti (1914)
- Baradidi (1907)
- Arakhsanya (1916)
- Devdas (1917, skrivet e 1901)
- Parineeta (1914)
- Biraj Bou (1914)
- Palli Shomaj (1916)
- Choritrohin (1917)
- Srikanto (4 т. 1917, 1918, 1927, 1933)
- Datta (1917—19)
- Grihodaho (1919)
- Dena Paona (1923)
- Pother Dabi (1926)
- Ses Prasna (1931)

## Награды
- 1978 — Filmfare Award за лучший сюжет — «Хозяин»